# Nicole Lubtchansky
Pour les articles homonymes, voir Lubtchansky.
Nicole Lubtchansky, née Nicole Marie Josée Daujat le 5 juillet 1937 dans le 6e arrondissement de Paris et morte le 5 septembre 2014 à Châtillon, est une monteuse française.

## Biographie
Épouse du chef-opérateur William Lubtchansky et mère de la directrice de la photographie Irina Lubtchansky et de l'archéologue Natacha Lubtchansky, elle a collaboré pendant quarante ans avec Jacques Rivette.

## Filmographie sélective
- 1967 : Mon amour, mon amour de Nadine Trintignant
- 1969 : L'Amour fou de Jacques Rivette
- 1969 : Le Voleur de crimes de Nadine Trintignant
- 1971 : Ça n'arrive qu'aux autres de Nadine Trintignant
- 1971 : Out 1 : Noli me tangere de Jacques Rivette
- 1972 : Nathalie Granger de Marguerite Duras
- 1973 : Défense de savoir de Nadine Trintignant
- 1974 : Céline et Julie vont en bateau de Jacques Rivette
- 1975 : Vincent mit l'âne dans un pré (et s'en vint dans l'autre) de Pierre Zucca
- 1976 : Noroît de Jacques Rivette
- 1976 : Duelle / Les filles du feu de Jacques Rivette
- 1979 : Roberte de Pierre Zucca
- 1979 : La Mémoire courte d'Eduardo de Gregorio
- 1981 : Neige de Jean-Henri Roger et Juliet Berto
- 1981 : Merry-Go-Round de Jacques Rivette
- 1981 : Le Pont du Nord de Jacques Rivette
- 1982 : Hécate, maîtresse de la nuit Daniel Schmid
- 1984 : L'Amour par terre de Jacques Rivette
- 1984 : Hurlevent de Jacques Rivette
- 1985 : Rouge-gorge, de Pierre Zucca
- 1986 : Havre de Juliet Berto
- 1987 : Où que tu sois d'Alain Bergala
- 1987 : Cross de Philippe Setbon
- 1988 : Alouette, je te plumerai de Pierre Zucca
- 1991 : La Belle Noiseuse de Jacques Rivette
- 1993 : Le Jeune Werther de Jacques Doillon
- 1994 : Jeanne la Pucelle (Les Batailles, Les Prisons) de Jacques Rivette
- 1995 : Montana Blues de Jean-Pierre Bisson
- 1995 : Haut bas fragile, de Jacques Rivette
- 1998 : Secret défense de Jacques Rivette
- 2001 : Va savoir de Jacques Rivette
- 2003 : Histoire de Marie et Julien de Jacques Rivette
- 2007 : Ne touchez pas la hache de Jacques Rivette
- 2009 : 36 vues du pic Saint-Loup de Jacques Rivette